# Sinobaijiania yunnanensis
Sinobaijiania yunnanensis là một loài thực vật có hoa trong họ Cucurbitaceae. Loài này được (A.M. Lu & Zhi Y. Zhang) C. Jeffrey & W.J. de Wilde mô tả khoa học đầu tiên năm 2006.